# Batey

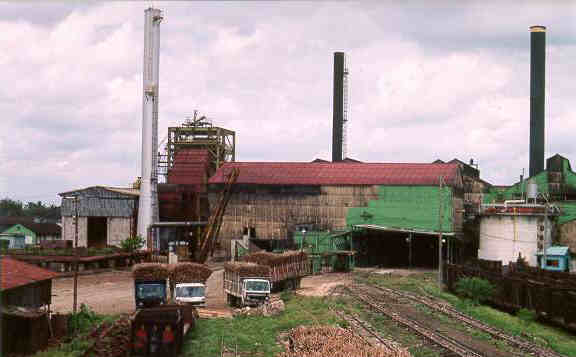
Ingenio Consuelo, República Dominicana

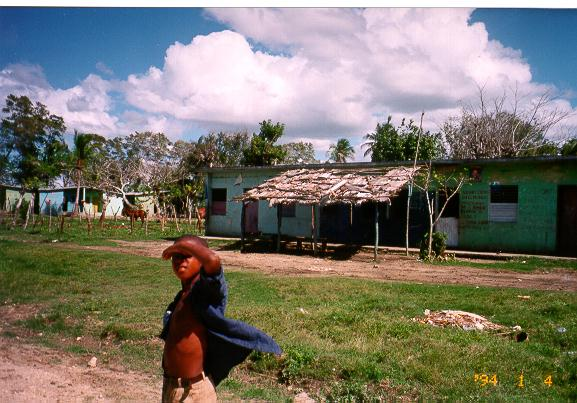
Batey en Cuba

Un batey (voz taína) o bato es una unidad de viviendas en las Antillas españolas nacidas a partir de un ingenio azucarero, es decir, de las fábricas o instalaciones industriales dedicadas a la molienda y procesamiento de la caña de azúcar. En origen, en Cuba, Puerto Rico y República Dominicana, el batey se refería al conjunto de la casa de azúcar, la del amo y las barracas de los esclavos.

## Origen

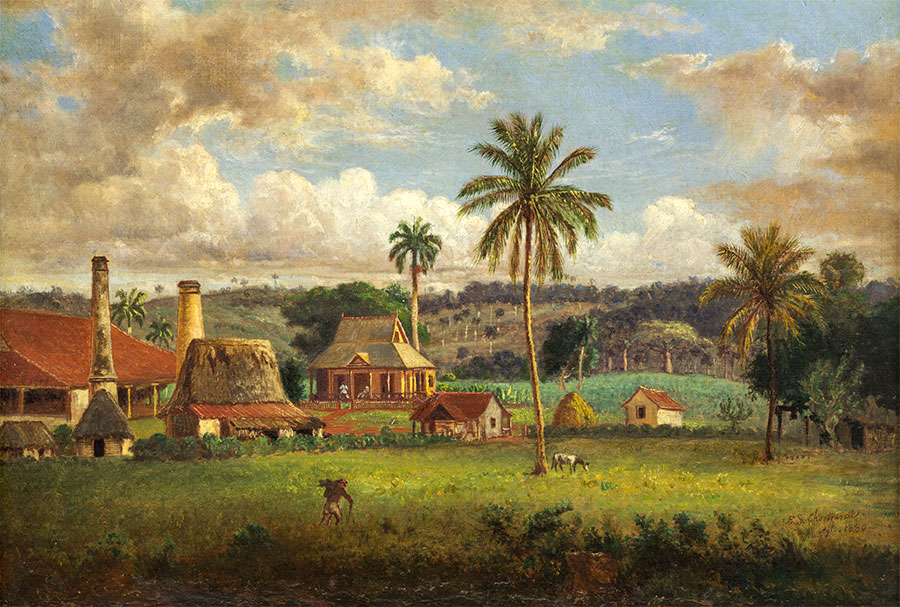
Batey de 1880

Según Esteban Pichardo en Diccionario Provincial casi razonado de voces y frases cubanas, la palabra batey proviene del taíno y se refiere a la plaza entre las casas o bohíos, en las cuales se jugaba batú.

### Época colonial
El término cambió de significado cuando se extinguieron los taínos, y se importaron miles de esclavos desde África entre los siglos XVI y XIX a las plantaciones de caña de azúcar. Estas personas vivían en una situación equivalente a una cárcel a cielo abierto, oprimidas con tortura física, sin libertades ni derechos de ningún tipo y restringidas a la producción constante de caña de azúcar.

### Independencia
Cuando llega el fin de la esclavitud en República Dominicana (1822), Puerto Rico (1873), Cuba (1880), los bateyes coexistieron en el campo con las nuevas explotaciones agrícolas de campesinos «libres» (los guajiros, montunos o jíbaros).

## Por región

### Cuba
En Cuba, particularmente en el Centro y el Oriente de la isla, la formación de grandes bateyes azucareros a finales del siglo XIX y principios del XX tiene que ver con las grandes inversiones de capital de los Estados Unidos. Empresas como United Fruit Company, que fueron expulsadas tras la Revolución de 1959, instalaron nuevos bateyes contratando grandes cantidades de braceros (jornaleros).

### República Dominicana
Los bateyes son comunidades rurales históricamente ligadas a la pobreza. Ser del batey (bateyero) está asociado a la marginalidad.
Según el Programa de las Naciones Unidas para el Desarrollo, existen aproximadamente 200.000 personas viviendo en un total de 425 bateyes en toda la República. En la mayoría de bateyes, se mezclan a partes iguales los haitianos y los dominicanos. Todavía en la actualidad, las condiciones de vida y de trabajo de los braceros empleados en la cosecha de la caña de azúcar son parecidas a las que sufrían sus antepasados esclavizados durante los tiempos coloniales. Según la literatura científica, y así como evidenciado por numerosas ONG’s internacionales, la mayoría de los picadores haitianos y haitiano-descendientes resultan sometidos a la que se define como “esclavitud por deuda”.